# Olympische Sommerspiele 1912/Leichtathletik – Hochsprung (Männer)
Der Hochsprung der Männer bei den Olympischen Spielen 1912 in Stockholm wurde am 7. und 8. Juli 1912 im Stockholmer Olympiastadion ausgetragen. 38 Athleten nahmen daran teil.
Olympiasieger wurde der US-Athlet Alma Richards. Der Deutsche Hans Liesche gewann die Silbermedaille, Bronze ging an George Horine aus den USA.

## Rekorde

### Bestehende Rekorde
| Weltrekord         | 2,007 m | George Horine ( USA) | Palo Alto, USA       | 28. Mai 1912  |
| Olympischer Rekord | 1,90 m  | Irving Baxter ( USA) | OS Paris, Frankreich | 15. Juli 1900 |

George Horines Weltrekord wurde nach der Gründung des Weltleichtathletikverbandes IAAF 1912 nachträglich sogar mit 2,01 m anerkannt.

### Rekordverbesserung
Der US-amerikanische Olympiasieger Alma Richards verbesserte den bestehenden olympischen Rekord im Finale am 8. Juli um drei Zentimeter auf 1,93 m.

## Durchführung des Wettbewerbs
Alle 37 Springer hatten am 7. Juli eine Qualifikationsrunde zu springen. Die zu überspringende Qualifikationshöhe lag bei 1,83 Meter. Das Finale für die qualifizierten Springer – hellblau unterlegt – fand am 8. Juli statt.

## Legende
Kurze Übersicht zur Bedeutung der Symbolik – so üblicherweise auch in sonstigen Veröffentlichungen verwendet:
| – | verzichtet   |
| o | übersprungen |
| x | ungültig     |

## Vorrunde
Datum: 7. Juli 2012

### Gruppe A
| Platz | Name                  | Nation             | Resultat | 1,60 | 1,70 | 1,75 | 1,80 | 1,83 |
| ----- | --------------------- | ------------------ | -------- | ---- | ---- | ---- | ---- | ---- |
| 1     | Benjamin Howard Baker | Großbritannien     | 1,83 m   | xo   | o    | o    | o    | o    |
| 1     | John Johnstone        | Vereinigte Staaten | 1,83 m   | –    | o    | o    | xo   | xo   |
| 1     | Timothy Carroll       | Großbritannien     | 1,83 m   | xo   | o    | xxo  | o    | xo   |
| 4     | Gösta Hallberg        | Schweden           | 1,75 m   | x–   | o    | xo   | xxx  |      |
| 4     | Otto Monsen           | Norwegen           | 1,75 m   | –    | xo   | xo   | xxx  |      |
| 4     | Gerhard Olsen         | Norwegen           | 1,75 m   | –    | –    | xxo  | xxx  |      |
| 7     | Thomas O’Donahue      | Großbritannien     | 1,70 m   | –    | o    | –    | –    |      |
| 7     | Platt Adams           | Vereinigte Staaten | 1,70 m   | o    | o    |      |      |      |
| 7     | Paulus af Uhr         | Schweden           | 1,70 m   | x–   | xo   | xxx  |      |      |
| 7     | Ragnar Mattson        | Schweden           | 1,70 m   | x–   | xo   | xxx  |      |      |
| 11    | Thage Brauer          | Schweden           | 1,60 m   | o    | x–   |      |      |      |
| 11    | Rodolfo Hammersley    | Chile              | 1,60 m   | o    | x–   |      |      |      |
| 11    | Gösta Holmér          | Schweden           | 1,60 m   | o    | x–   |      |      |      |
| 11    | Lajos Ludinszky       | Ungarn             | 1,60 m   | o    | x–   |      |      |      |
| 11    | Michel Meerz          | Frankreich         | 1,60 m   | o    | x–   |      |      |      |
| NM    | Marius Delaby         | Frankreich         | ogV      | –    | x–   |      |      |      |
| NM    | Armand Estang         | Frankreich         | ogV      | –    | x–   |      |      |      |
| NM    | John Nicholson        | Vereinigte Staaten | ogV      | –    | xxx  |      |      |      |
| NM    | Angelo Tonini         | Italien            | ogV      | x–   | xxx  |      |      |      |

In Qualifikationsgruppe A ausgeschiedene Hochspringer:

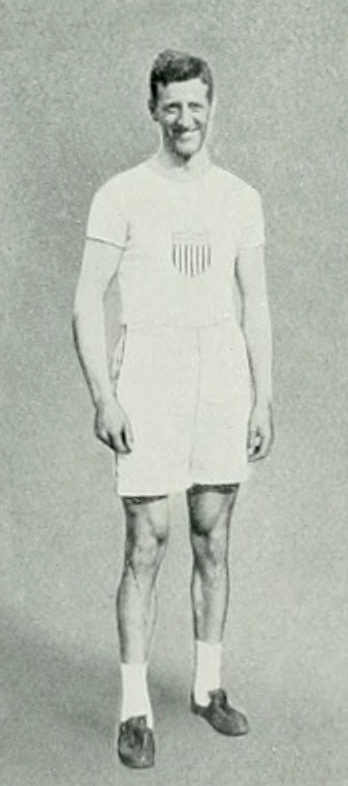
Platt Adams, ausgeschieden mit 1,70 m – fünf Tage später Olympiasieger im Standhochsprung
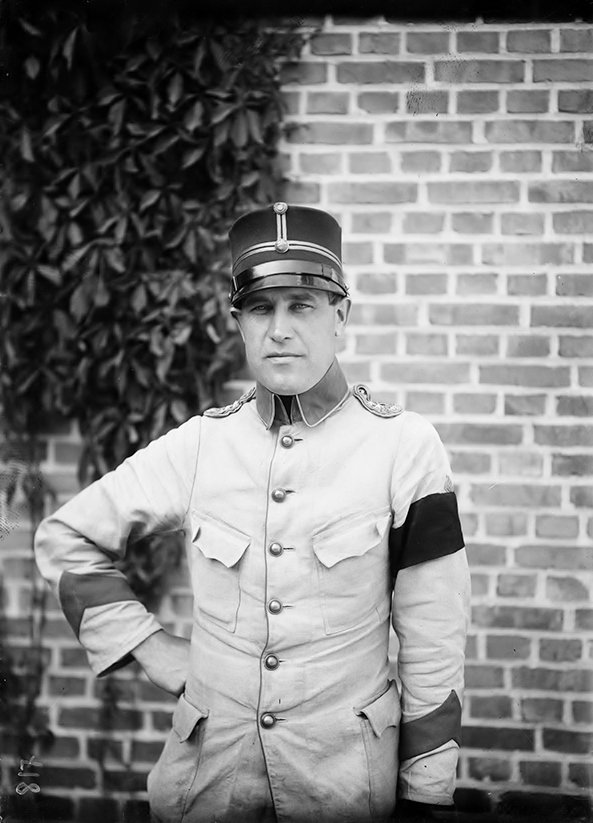
Paulus af Uhr – ausgeschieden mit 1,70 m
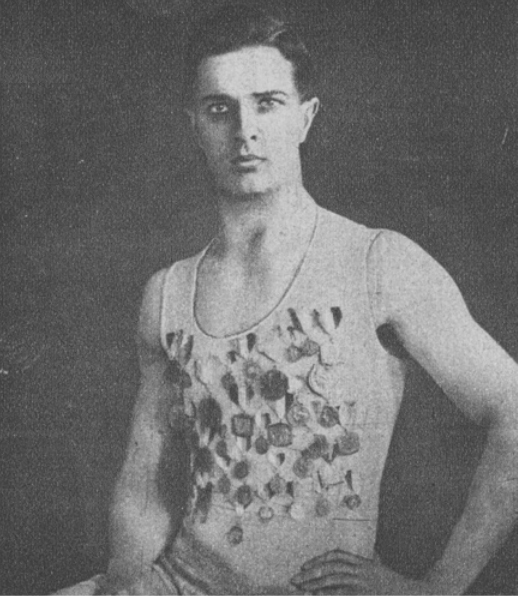
Rodolfo Hammersley – ausgeschieden mit 1,60 m
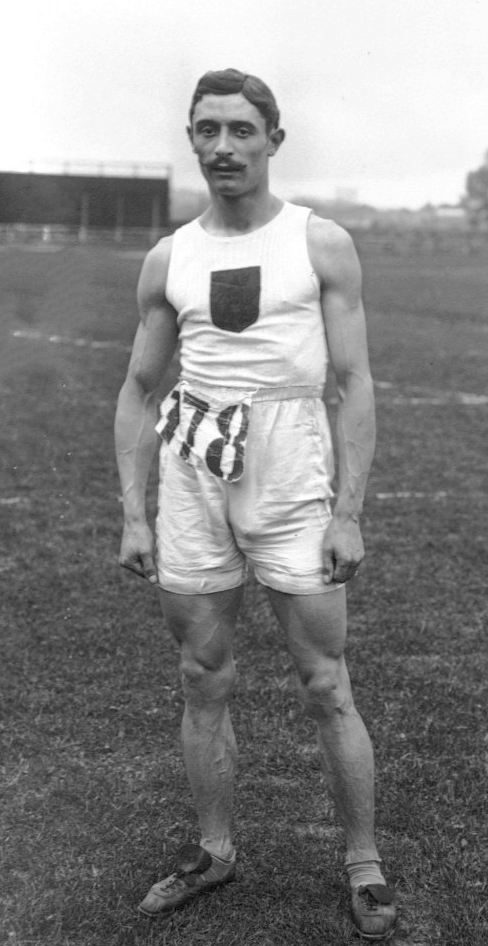
Armand Estang – ausgeschieden ohne gültigen Versuch

### Gruppe B
| Platz | Name            | Nation             | Resultat | 1,60 | 1,70 | 1,75 | 1,80 | 1,83 |
| ----- | --------------- | ------------------ | -------- | ---- | ---- | ---- | ---- | ---- |
| 1     | Hans Liesche    | Deutsches Reich    | 1,83 m   | o    | o    | o    | o    | o    |
| 1     | Egon Erickson   | Vereinigte Staaten | 1,83 m   | o    | o    | o    | xo   | o    |
| 1     | Harry Grumpelt  | Vereinigte Staaten | 1,83 m   | o    | o    | xo   | o    | o    |
| 1     | Iván Wardener   | Ungarn             | 1,83 m   | o    | o    | o    | o    | o    |
| 1     | George Horine   | Vereinigte Staaten | 1,83 m   | o    | o    | o    | o    | xo   |
| 6     | Jervis Burdick  | Vereinigte Staaten | 1,80 m   | o    | o    | o    | xo   | xxx  |
| 7     | Richard Sjöberg | Schweden           | 1,75 m   | o    | o    | o    | xxx  |      |
| 7     | Arvo Laine      | Finnland           | 1,75 m   | o    | xo   | o    | xxx  |      |
| 7     | Harold Enright  | Vereinigte Staaten | 1,75 m   | o    | o    | xo   | xxx  |      |
| 7     | Otto Röhr       | Deutsches Reich    | 1,75 m   | o    | xo   | xxo  | xxx  |      |

### Gruppe C

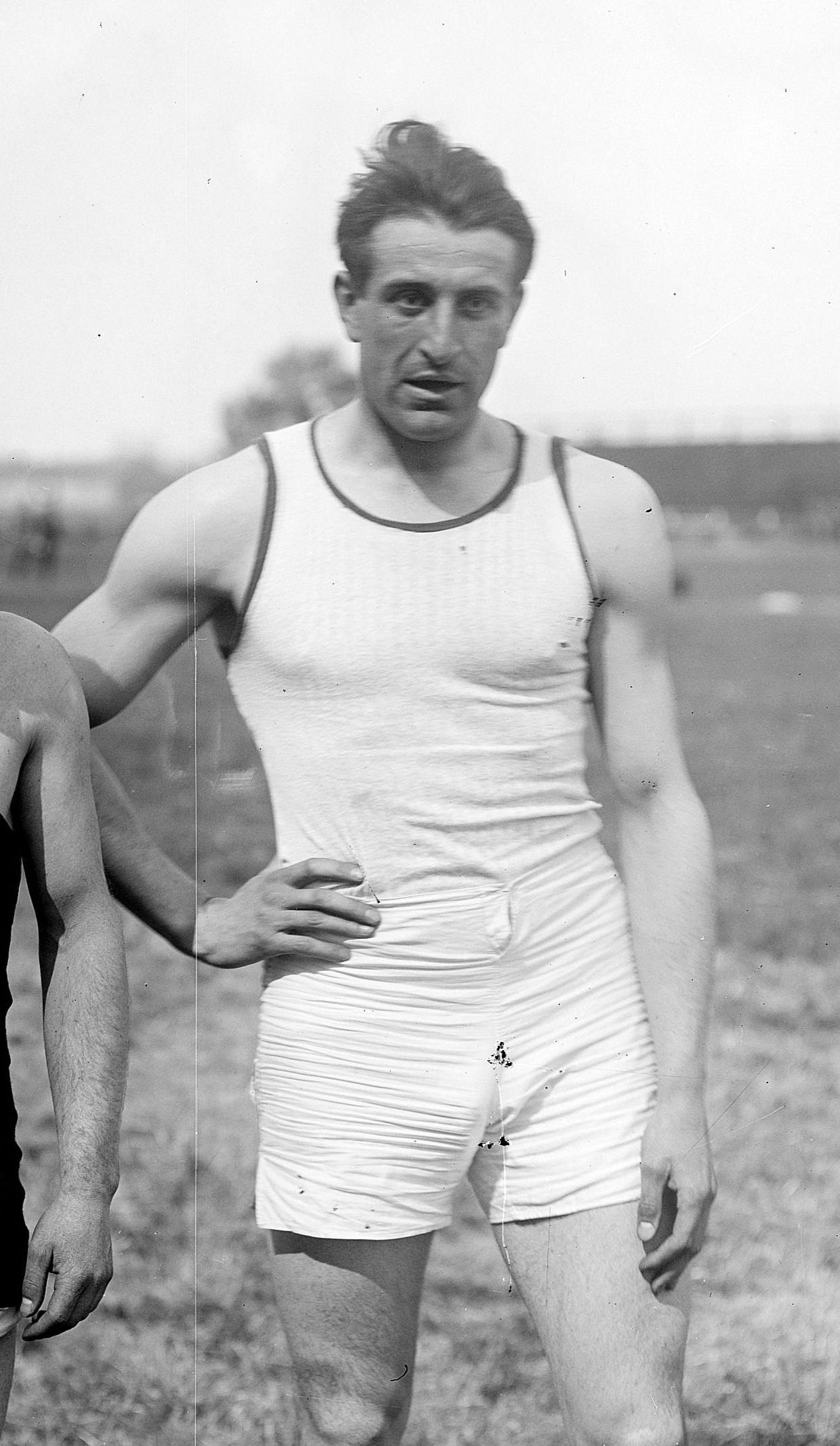
Géo André – ausgeschieden mit 1,70 m in Gruppe C

| Platz | Name                   | Nation             | Resultat | 1,60 | 1,70 | 1,75 | 1,80 | 1,83 |
| ----- | ---------------------- | ------------------ | -------- | ---- | ---- | ---- | ---- | ---- |
| 1     | Alma Richards          | Vereinigte Staaten | 1,83 m   | o    | o    | o    | xo   | o    |
| 1     | Karl-Axel Kullerstrand | Schweden           | 1,83 m   | o    | o    | o    | o    | o    |
| 1     | Jim Thorpe             | Vereinigte Staaten | 1,83 m   | o    | o    | xo   | o    | xxo  |
| 4     | Wesley Oler            | Vereinigte Staaten | 1,75 m   | o    | o    | o    | xxx  |      |
| 4     | Gerhard Meling         | Norwegen           | 1,75 m   | –    | xo   | xxo  | xxx  |      |
| 4     | Ole Aarnæs             | Norwegen           | 1,75 m   | o    | xo   | xxo  | xxx  |      |
| 4     | André Labat            | Frankreich         | 1,75 m   | o    | xo   | xxo  | xxx  |      |
| 8     | Géo André              | Frankreich         | 1,70 m   | xo   | xo   | xxx  |      |      |
| 9     | Alfredo Pagani         | Italien            | 1,60 m   | o    | xxx  | x–   |      |      |

## Finale
Datum: 7. Juli 2012
| Platz | Name                   | Nation             | Resultat  | 1,60 | 1,70 | 1,75 | 1,80 | 1,83 | 1,85 | 1,87 | 1,89 | 1,91 | 1,93 |
| ----- | ---------------------- | ------------------ | --------- | ---- | ---- | ---- | ---- | ---- | ---- | ---- | ---- | ---- | ---- |
| 1     | Alma Richards          | Vereinigte Staaten | 1,93 m OR | o    | o    | o    | xo   | xxo  | o    | xxo  | xxo  | xxo  | o    |
| 2     | Hans Liesche           | Deutsches Reich    | 1,91 m000 | o    | o    | o    | o    | o    | o    | o    | xo   | xo   | xxx  |
| 3     | George Horine          | Vereinigte Staaten | 1,89 m000 | o    | o    | o    | o    | xo   | o    | o    | xo   | xxx  |      |
| 4     | Egon Erickson          | Vereinigte Staaten | 1,87 m000 | o    | o    | o    | o    | o    | xo   | xo   | xxx  |      |      |
| 4     | Jim Thorpe             | Vereinigte Staaten | 1,87 m000 | xo   | o    | o    | o    | o    | o    | o    | xxx  |      |      |
| 6     | Harry Grumpelt         | Vereinigte Staaten | 1,85 m000 | o    | o    | o    | xo   | o    | xxo  | xxx  |      |      |      |
| 6     | John Johnstone         | Vereinigte Staaten | 1,85 m000 | o    | o    | o    | o    | xxo  | xo   | xxx  |      |      |      |
| 8     | Karl-Axel Kullerstrand | Schweden           | 1,83 m000 | o    | o    | o    | xo   | o    | xxx  |      |      |      |      |
| 9     | Iván Wardener          | Ungarn             | 1,80 m000 | o    | o    | o    | xo   | xxx  |      |      |      |      |      |
| 9     | Timothy Carroll        | Großbritannien     | 1,80 m000 | o    | o    | o    | xo   | xxx  | -    |      |      |      |      |
| 11    | Benjamin Howard Baker  | Großbritannien     | 1,75 m000 | o    | o    | o    | xxx  |      |      |      |      |      |      |

Eigentlicher Favorit in diesem Wettbewerb war George Horine, der im Mai als erster Springer überhaupt die 2-Meter-Marke überwunden hatte und hier als Weltrekordler antrat. Er hatte einen eigenen Sprungstil, lief im Gegensatz zu allen anderen nicht von vorne, sondern von der linken Seite an und ringelte sich dann im sog. Western Roll über die Latte, während ansonsten der 'Schersprung' üblich war. Aber Horine kam nicht über 1,89 m hinaus, womit er die Bronzemedaille gewann. Vorne gab es einen Zweikampf zwischen dem Deutschen Hans Liesche und dem US-Amerikaner Alma Richards. Liesche hatte im zweiten Versuch 1,91 m überquert, was Richards erst im dritten Anlauf gelang. Aber der US-Amerikaner meisterte 1,93 m, an denen Liesche dreimal scheiterte, und wurde damit Olympiasieger.
Richards’ Goldmedaille war der fünfte US-Sieg im fünften olympischen Hochsprungwettbewerb.
Der im Hochsprung fünftplatzierte Jim Thorpe wurde wie im Zehnkampf 1913 vom IOC disqualifiziert, weil er bei einem Baseballspiel gegen die Amateurregeln verstoßen hatte. Diese Disqualifikation wurde vom IOC im Jahre 1982 für nichtig befunden und Thorpes erzielten Resultate wurden wieder anerkannt.

## Bildergalerie

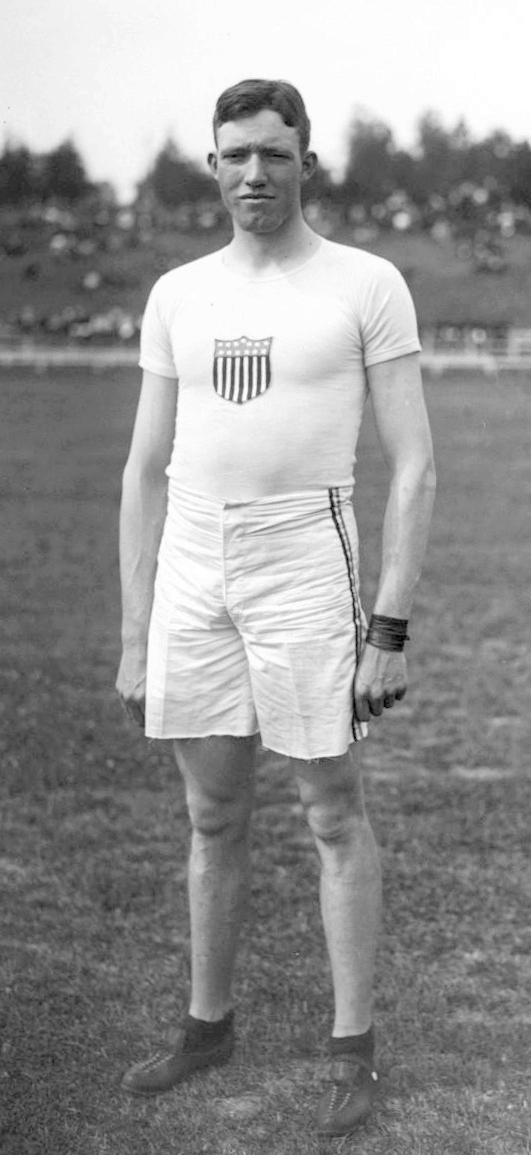
Olympiasieger Alma Richards
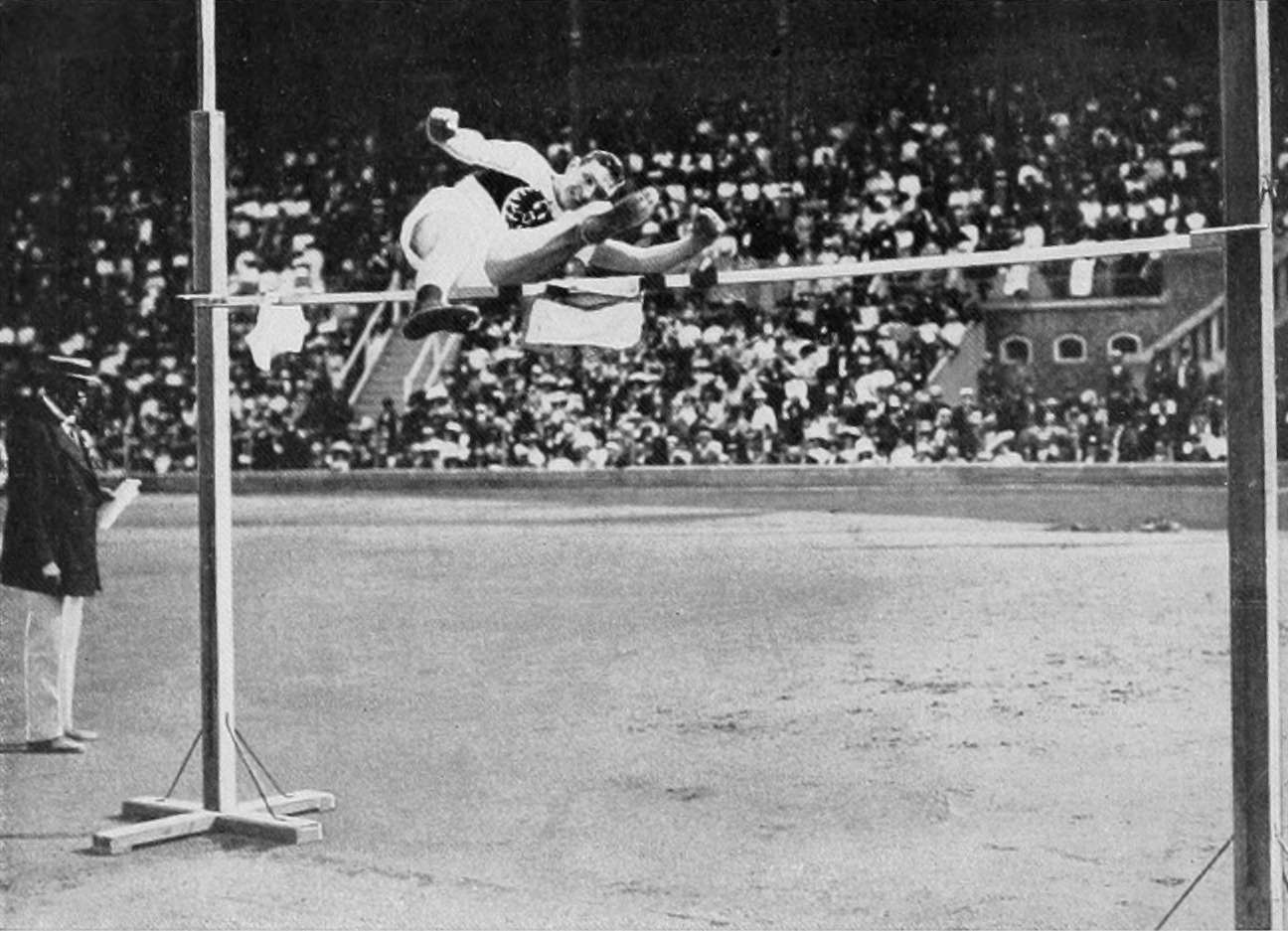
Silbermedaillengewinner Hans Liesche
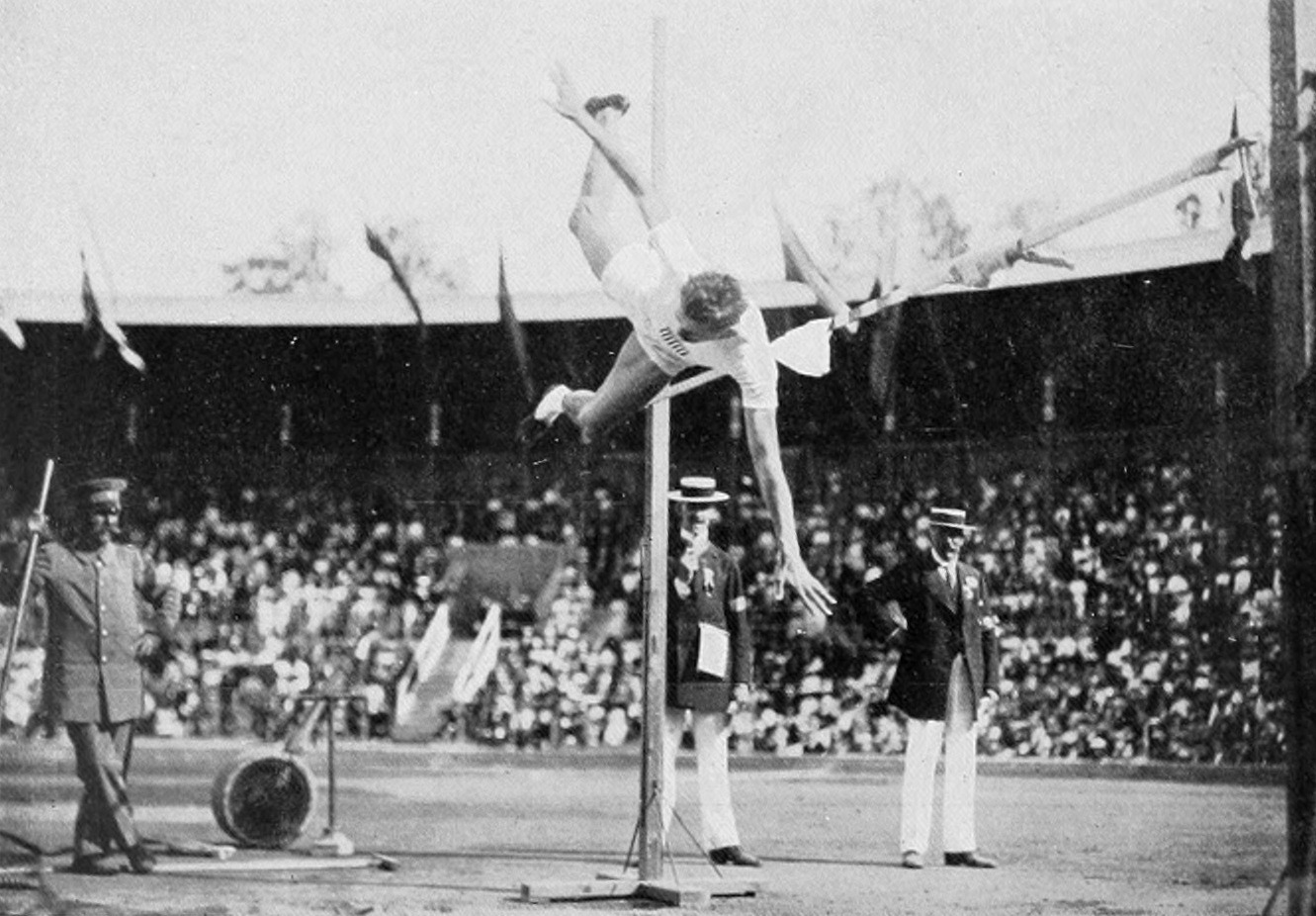
Der Weltrekordinhaber George Horine gewann Bronze

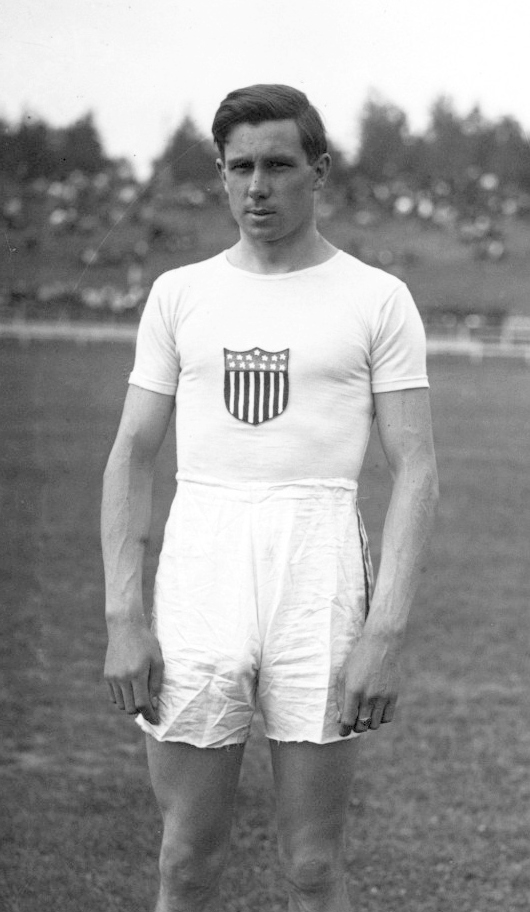
Egon Erickson – geteilter Platz vier
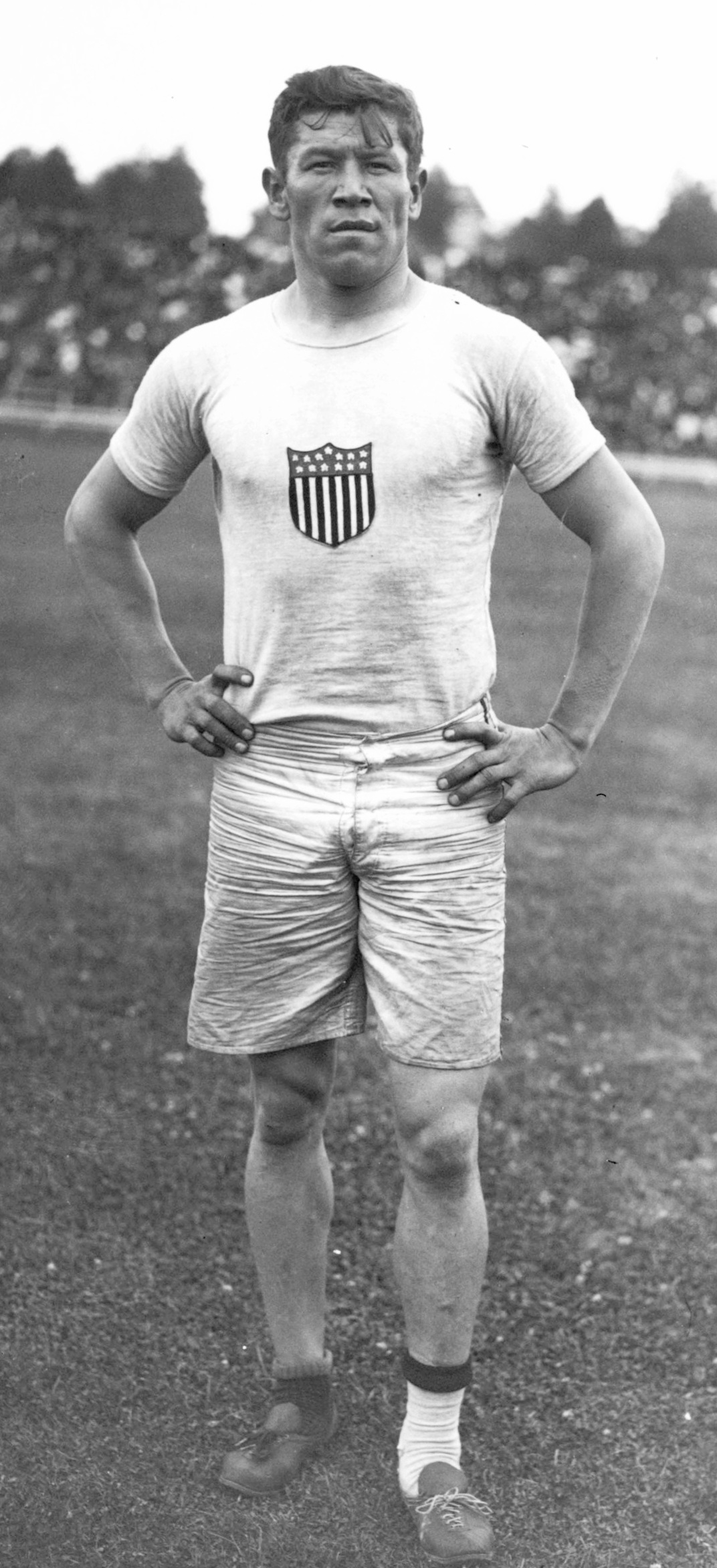
Jim Thorpe – geteilter vierter Rang
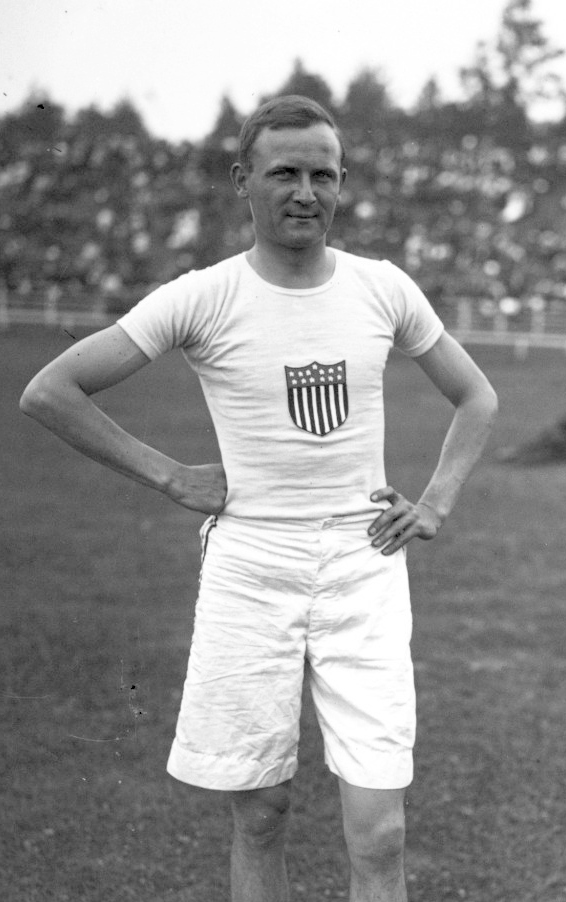
Harry Grumpelt – geteilter Platz sechs
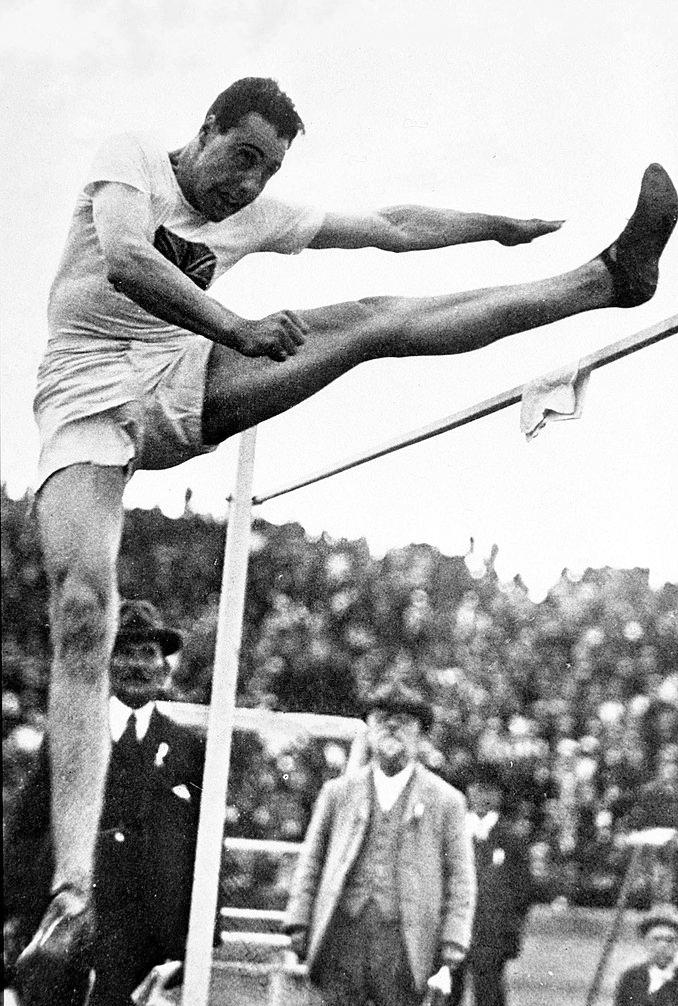
Rang elf für Benjamin Howard Baker

## Video
- Olympics 1912 High jump, youtube.com, abgerufen am 19. Mai 2021